# Dan Keat
Daniel Phillip Keat, detto Dan (Barnstaple, 28 settembre 1987), è un ex calciatore neozelandese, centrocampista.